# Magole
Magole è una circoscrizione mista (mixed ward) della Tanzania situata nel distretto di Kilosa, regione di Morogoro. Conta una popolazione di 20 954 abitanti (censimento 2012).